# Habitatges d'una colònia agrària
Els Habitatges d'una colònia agrària és una obra de Gimenells i el Pla de la Font (Segrià) inclosa a l'Inventari del Patrimoni Arquitectònic de Catalunya.

## Descripció
Es tracta d'un conjunt de sis habitatges situats en terrenys agrícoles, ja que estaven destinats a treballadors del camp. Partint d'aquesta base, el projecte parteix de les formes d'agrupació de les construccions rurals de manera que s'agrupen volums de petites dimensions.
L'esquema principal és en forma de T, deixant un espai semitancat al centre que comunica els habitatges entre sí i serveix de punt d'accés. Les construccions tenen una coberta en bisell per a reduir l'impacte volumètric dels cossos construïts i els grans plans de paret. La planta primera es dedica als dormitoris, mentre que la planta baixa es divideix en dos espais permetent l'accés al jardí de cada habitatge.
El més interessant a destacar és la manera en què el conjunt s'integra en el paisatge i està en consonància amb les tasques agrícoles a les quals serveix.